# Batalla de Chauché
Batalla de Chauché, va tenir lloc durant la guerra de Vendée. El 2 de febrer de 1794 a Chauché, els vendeans van rebutjar l'atac d'una columna republicana infernal.

## Batalla
Un supervivent del Gir de galerna, Charles Sapinaud de La Rairie va tornar a la Vendée i va aconseguir reconstituir l'exèrcit del centre, reunint 1.800 homes. Informat d'aquesta concentració, Charette, que fa alguns dies que s'amaga a Touvois amb uns quants partidaris, reuneix 800 homes i va a trobar-se amb Sapinaud per establir una cruïlla amb les seves tropes.
La divisió del general Grignon va ocupar Saint-Fulgent i Les Essarts, llavors Grignon va desvincular 500 homes de la seva columna i el mateix nombre d’homes de la columna esquerra es va llançar a atacar els vendesos reportats a Chauché.